# Lógica lineal
La lógica lineal es un proceso analítico cuyo orden es invariable, y donde no se aceptan errores.
Se puede comprender de forma lógica como un perfeccionamiento de determinadas operaciones lógicas cuando el número de veces que una hipótesis es usada para un razonamiento es de vital importancia. 
Las propiedades de las proposiciones de esta lógica, muestran que su naturaleza es dinámica.
Existen varios tipos de conectores lineales:
- Conjunción aditiva (A&B)

- Conjunción multiplicativa (A⊗B)

- Implicación lineal (A-->B)

- Datos: Q841728
- Multimedia: Linear logic / Q841728